# Bladensburg
Bladensburg is een plaats (town) in de Amerikaanse staat Maryland, en valt bestuurlijk gezien onder Prince George's County.

## Demografie
Bij de volkstelling in 2000 werd het aantal inwoners vastgesteld op 7661.
In 2006 is het aantal inwoners door het United States Census Bureau geschat op 7813, een stijging van 152 (2,0%).

## Geografie
Volgens het United States Census Bureau beslaat de plaats een oppervlakte van
2,6 km², geheel bestaande uit land.

## Geschiedenis
Op 24 augustus 1814 vond vlak bij Bladensburg de Slag bij Bladensburg plaats tijdens de Oorlog van 1812.

## Plaatsen in de nabije omgeving
De onderstaande figuur toont nabijgelegen plaatsen in een straal van 4 km rond Bladensburg.